# مطار هون
مطار هون هوَ مطار مدني صغير يَقع في مدينة هون شمال وسط ليبيا، يَملك مدرجاً واحداً بطول يَتجاوز كيلومترين، ويَقع على ارتفاع 280 متراً تقريباً من مستوى سطح البحر. يَقع المطار على الأطراف الغربية لمدينة هون، بعيداً قليلاً عن حدودها العمرانية الأساسية.